# Placówka Straży Celnej „Dobrowlany”

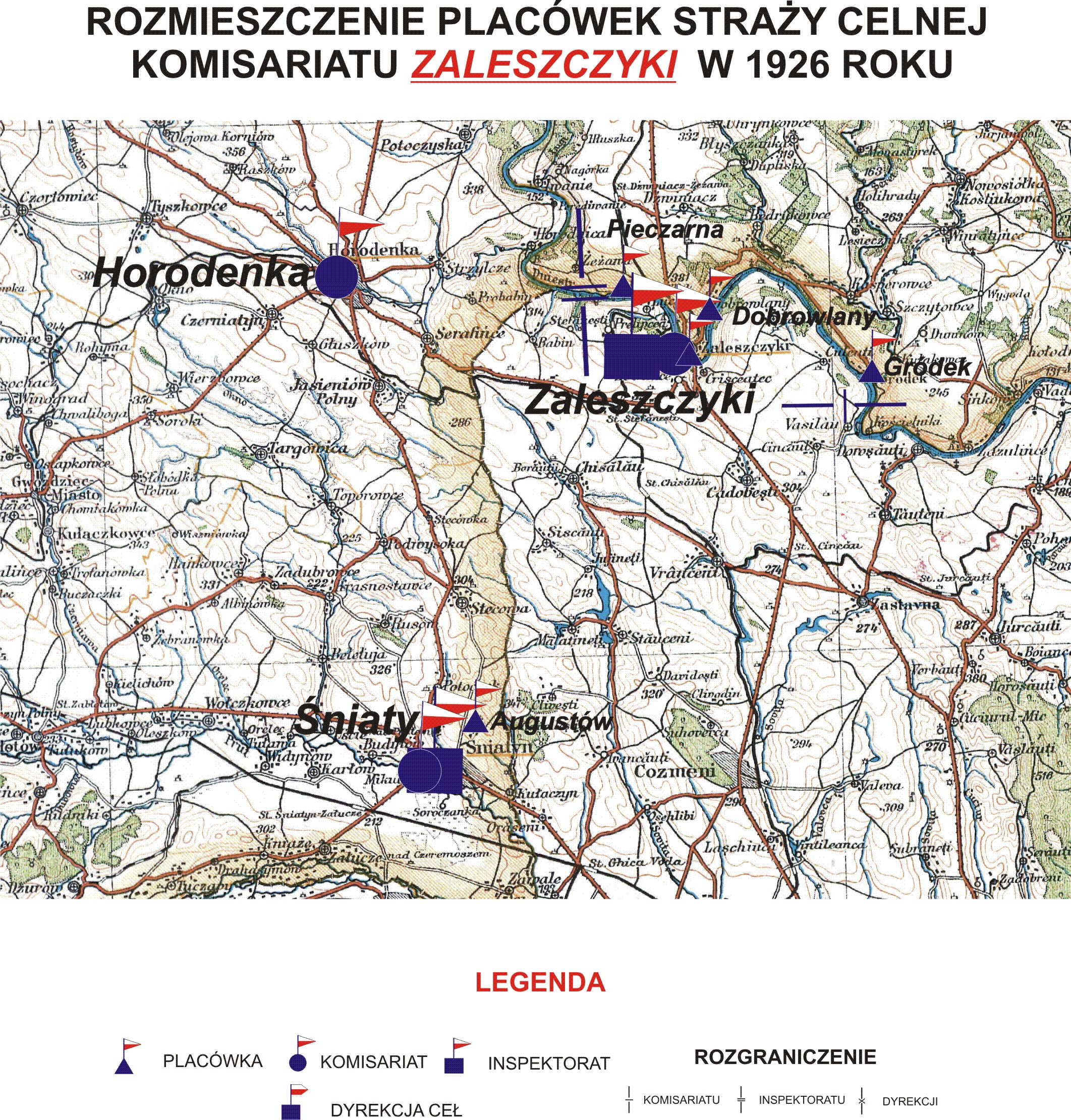
Rozmieszczenie placówek SC komisariatu "Zaleszczyki" w 1926 r.

Placówka Straży Celnej „Dobrowlany” – jednostka organizacyjna Straży Celnej pełniąca w okresie międzywojennym służbę ochronną na granicy polsko-rumuńskiej.

## Formowanie i zmiany organizacyjne
Na wniosek Ministerstwa Skarbu, uchwałą z 10 marca 1920 roku, powołano do życia Straż Celną. Jednostki Straży Celnej rozpoczęły przejmowanie odcinków granicy od pododdziałów Batalionów Celnych. W 1921 roku w Zaleszczykach stacjonował sztab 1 kompanii 22 batalionu celnego. Kompania wystawiała między innymi placówkę w Dobrowlanach. W 1922 roku w Zaleszczykach stacjonował sztab 2 kompanii 22 batalionu celnego. Kompania wystawiała między innymi placówkę w Dobrowlanach. Proces tworzenia Straży Celnej trwał do końca 1922 roku. Placówka Straży Celnej „Dobrowlany” weszła w podporządkowanie komisariatu Straży Celnej „Zaleszczyki” z Inspektoratu SC „Zaleszczyki”.
W drugiej połowie 1927 roku przystąpiono do gruntownej reorganizacji Straży Celnej. W praktyce skutkowało to rozwiązaniem tej formacji granicznej. Ochronę północnej, zachodniej i południowej granicy państwa przejęła powołana z dniem 2 kwietnia 1928 roku Straż Graniczna.
Jeszcze wcześniej, z dniem 1 listopada 1927 roku Inspektorat Straży Celnej „Zaleszczyki”, w tym komisariat SC „Zaleszczyki” został rozwiązany, a  rejon odpowiedzialności komisariatu został przekazany pododdziałom Korpusu Ochrony Pogranicza.

## Funkcjonariusze placówki
Kierownicy placówki
| stopień    | imię i nazwisko, numer   | okres pełnienia służby | kolejne stanowisko |
| ---------- | ------------------------ | ---------------------- | ------------------ |
| przodownik | Wincenty Glibowski (206) | był w 1926             |                    |

Obsada personalna placówki w 1926:
- przodownik Wincenty Glibowski (206)
- starszy strażnik Wacław Jerczyński (1488)
- strażnik Eustachiusz Dudkiewicz (1749)
- strażnik Antoni Bączek (1511)
- strażnik Leon Szymkowiak (1512)
- strażnik Jan Kowalski (1485)
- strażnik Adam Styś (2123)